# گوییدو لئونتینی
گوییدو لئونتینی (انگلیسی: Guido Leontini؛ ۲۱ مارس ۱۹۲۷ – ۲۶ آوریل ۱۹۹۶) بازیگر اهل ایتالیا بود.
از فیلم‌هایی که وی در آن نقش داشته است، می‌توان به دختر اهل بولونیا، ماجرا اینگونه آغاز می‌شود، تورین سیاه، دو تپانچه مگنوم ۳۸ برای شهری از اشرار، بیوه دل‌ربا و تیم اضطراری اشاره کرد.